# Microhyla
Microhyla és un gènere de granotes de la família Microhylidae.

## Taxonomia
- Microhyla achatina
- Microhyla annamensis
- Microhyla annectens
- Microhyla berdmorei
- Microhyla borneensis
- Microhyla butleri
- Microhyla chakrapanii
- Microhyla erythropoda
- Microhyla fissipes
- Microhyla fowleri
- Microhyla fusca
- Microhyla heymonsi
- Microhyla karunaratnei
- Microhyla maculifera
- Microhyla marmorata
- Microhyla mixtura
- Microhyla nanapollexa
- Microhyla nepenthicola
- Microhyla okinavensis
- Microhyla ornata
- Microhyla palmipes
- Microhyla perparva
- Microhyla petrigena
- Microhyla picta
- Microhyla pulchra
- Microhyla pulverata
- Microhyla rubra
- Microhyla sholigari
- Microhyla superciliaris
- Microhyla zeylanica